# Impatiens tubulosa
Impatiens tubulosa är en balsaminväxtart som beskrevs av William Botting Hemsley, Forb. och Hemsl. Impatiens tubulosa ingår i släktet balsaminer, och familjen balsaminväxter. Inga underarter finns listade i Catalogue of Life.